# Konjaku monogatari

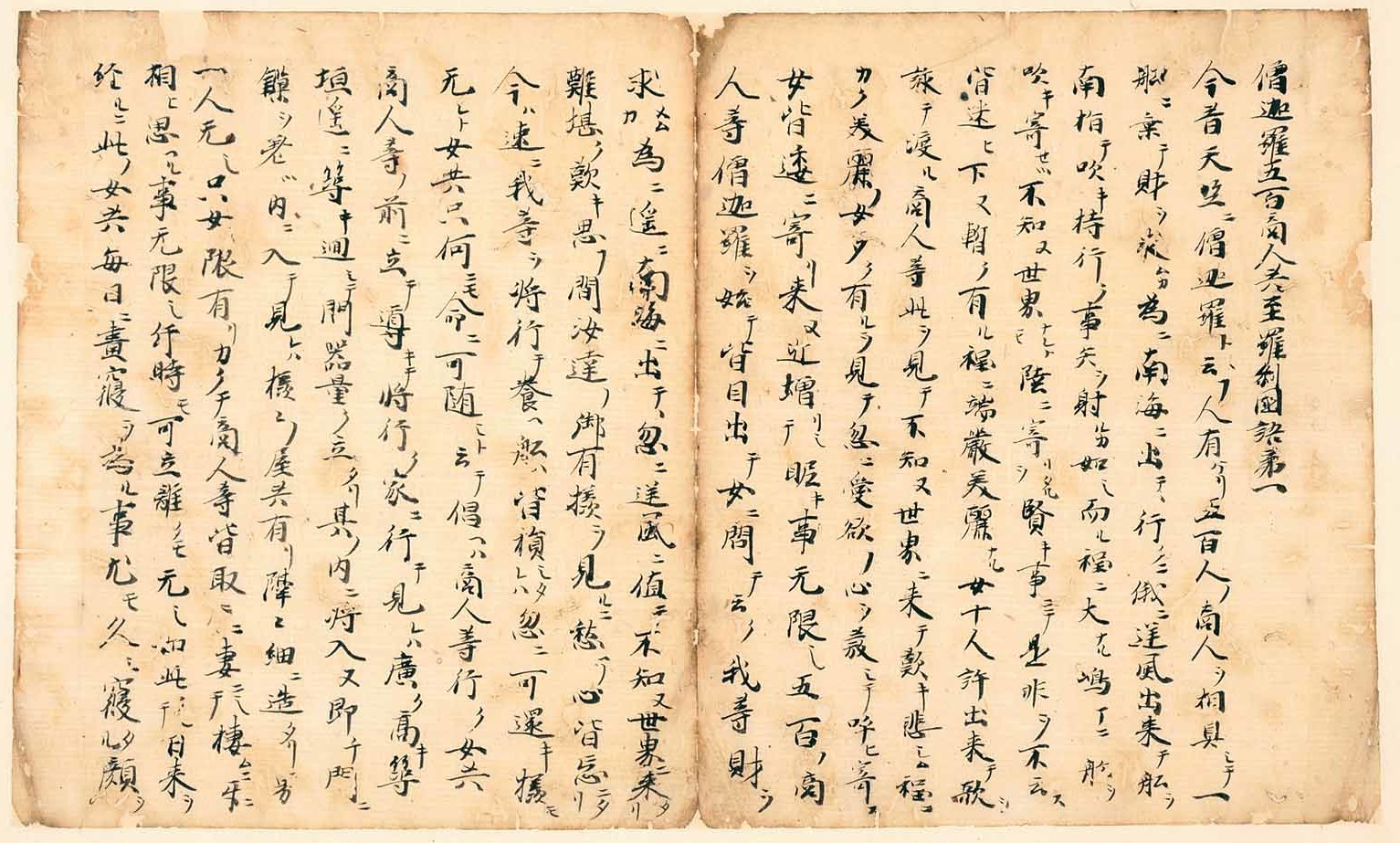
Rękopis Konjaku monogatari ze zbiorów biblioteki Kyoto University

Konjaku monogatari (jap. 今昔物語 Opowieści o rzeczach dawnych), pełny tytuł: Konjaku monogatarishū (jap. 今昔物語集 Zbiór opowieści o rzeczach dawnych) – japoński zbiór opowieści zarówno realistycznych, jak i fantastycznych, anegdot, historii o życiu dworskim.

## Charakterystyka
Zbiór powstał prawdopodobnie w początkach XII wieku (ok. 1120), pod koniec okresu Heian. Jego autor bądź autorzy pozostają nieznani. Dzieło składa się z ponad tysiąca opowieści podzielonych na 31 zwojów. Zwoje VIII, XVIII i XXI uważa się za zaginione. Wszystkie historie zaczynają się od słów: Dawno, dawno temu… (jap. 今ハ昔 Ima wa mukashi).
Fragmenty Konjaku monogatari przełożył Wiesław Kotański w antologii Dziesięć tysięcy liści. Księga XXVII została w całości przetłumaczona przez Renatę Iwicką i wydana pod tytułem Japońska księga duchów i demonów. Zbiór historii dawnych i obecnych Konjaku monogatari.

## Struktura
Kolejne zwoje zawierają opowieści posegregowane tematycznie:
- I–V – opowieści buddyjskie z literatury indyjskiej
- VI–IX – opowieści buddyjskie z literatury chińskiej
- X – chińskie opowieści obyczajowe
- XI–XX – japońskie opowieści buddyjskie
- XXII–XXXI – japońskie opowieści obyczajowe.